# Kerk van Midwolde
De romaanse kerk van Midwolde in de Groningse gemeente Westerkwartier is gebouwd in de 12e eeuw. Ondanks latere uitbreidingen en verbouwingen is het romaanse karakter van de kerk nog goed te herkennen aan de rondbogige vorm van de vensters. Ook met de bouw van de toren is in de 12e eeuw begonnen. Rond 1400 is er een stuk op de toren gebouwd. Vandaag de meeste vensters zijn gotisch.

## Interieur
Het interieur wordt beheerst door het door Rombout Verhulst ontworpen praalgraf van Van In- en Kniphuisen voor Carel Hieronymus van In- en Kniphuisen en zijn echtgenote Anna van Ewsum, bewoners van de borg Nienoord. Later is ook het beeld van haar tweede echtgenoot Georg Wilhelm van Inn- en Kniphuisen, gemaakt door de beeldhouwer Bartholomeus Eggers, hieraan toegevoegd. Het grafmonument werd in 1909 geschonken aan de Staat en maakt onderdeel uit van de portefeuille van de Rijksgebouwendienst.
Ter weerszijden van de graftombe bevinden zich een hooggeplaatste herenbank uit 1660, die net iets hoger is dan de hiertegenover staande preekstoel. Deze preekstoel is in 1711 ontworpen door de stadsbouwmeester van Groningen, Allert Meijer, met houtsnijwerk van Jan de Rijk. Het duo Meijer en De Rijk heeft voor diverse Groninger kerken houten kerkmeubilair ontworpen en gemaakt.
Het orgel is oorspronkelijk in 1630 gemaakt voor de borg Nienoord door Levinus Eekman en in de vijftiger jaren van de 17e eeuw door Andreas de Mare geschikt gemaakt voor gebruik als kerkorgel.
Op het rijk beschilderde orgelbalkon is de volgende tekst te lezen:
O Heer wanneer ick U hebbe soo vraghe ick niet nae Hemel ende Aerde. Wanneer my oock lyf en ziel versmachte, soo syt doch Godt altydt myns herten troost ende myn deel
Een gebrandschilderd raam herinnert aan het ongeluk van 1907 waarbij Johan Æmilius Abraham van Panhuys en zijn familie, de laatste adellijke bewoners van de borg Nienoord, verdronken in het Hoendiep.
De kerk is in het bezit van de Stichting Oude Groninger Kerken en is sinds 1973 ingeschreven als rijksmonument.